# Jesus Christ Superstar
Jesus Christ Superstar ist eine Rockoper, die am 12. Oktober 1971 im Mark Hellinger Theater in New York City uraufgeführt wurde. Die Musik wurde von dem damals noch unbekannten Andrew Lloyd Webber geschrieben, Tim Rice verfasste die Liedtexte in Anlehnung an die Bibelerzählungen der letzten sieben Tage Jesu.

## Handlung
Auf die Ouvertüre folgt die nachdenkliche Arie „Heaven on their minds“ des Judas Iskariot, in der er den abwesenden Jesus anspricht. Während viele Menschen Jesus für den Sohn Gottes halten, glaubt Judas nicht daran. Er befürchtet, dass Jesus die Situation und die begeisterte Menge aus den Händen gleitet, und dass alle dadurch in Gefahr geraten.
Am Freitag Abend sind Jesus, die Apostel und mehrere Frauen, darunter Maria Magdalena, in Bethanien zusammen. Judas kritisiert Jesu Freundschaft mit der Prostituierten Maria Magdalena, die Jesus ein Schlaflied singt („Try not to get worried, try not to turn on to / Problems that upset you, oh“). Jesus hat der jungen Frau ihre Schuld vergeben und erfreut sich an ihrer Zärtlichkeit. Rice folgt hier, wohl aus dramaturgischen Gründen, einer christlichen Tradition, die die Apostelin Maria aus Magdala (Lk 8,1–3 ) mit Maria von Bethanien und der namenlosen „Sünderin“ aus Naïn (Lk 7,36–50 ) verschmolzen hat.
Am Palmsonntag beraten die Hohepriester im Palast des Kajaphas in Jerusalem über die Lage. Kajaphas sieht große Gefahren, befürchtet einen Krieg mit den Römern: „I see bad things arising – the crowd crown him king / Which the Romans would ban“. Deshalb schlägt er den anderen vor, Jesus rechtzeitig zu töten, wie man zuvor Johannes den Täufer getötet habe („So like John before him, this Jesus must die“). Außerhalb des Palastes sammelt sich die Menge und jubelt mit „Hosanna Heysanna Sanna Sanna Ho / Sanna Hey Sanna Ho Sanna“ Jesus zu. Kaiphas bittet Jesus vergeblich, die Menge zum Schweigen zu bringen. Der Apostel Simon Zelotes fordert Jesus auf, die Menge zum Befreiungskampf gegen die Römer aufzurufen. Doch Jesus weist das zurück und klagt über Jerusalem, das die Augen vor der Wahrheit verschließe.
Am Montag hat der römische Statthalter Pontius Pilatus einen Traum und sieht die spätere Situation voraus, in der er einen unschuldigen Mann verurteilen muss, weil die Menge es von ihm verlangt. Jesus jagt die Geldverleiher und Händler aus dem Tempel (Tempelreinigung) und wird von einer großen Menge von Blinden, Lahmen und Aussätzigen bedrängt, die alle geheilt werden wollen. Er flieht zu Maria Magdalena, die sich in der Arie „I don’t know how to love him“ ihrer zaghaften Liebe zu Jesus stellt, fasziniert von Jesu Worten und Taten, gleichzeitig durch ihre Vergangenheit verschreckt, einem Mann zu vertrauen.
Am Dienstag vertraut sich Judas, im Glauben, Jesus stoppen zu müssen, um ihm und seinen Jüngern das Leben zu retten, Kajaphas und den anderen Hohepriestern an. Sie überreden ihn, gegen eine Belohnung einen Ort und Zeitpunkt zu verraten, an dem sie Jesus, ungestört von der Menge, festnehmen können („You know his movements – we know the law“).
Am Gründonnerstag möchte Jesus mit seinen Jüngern noch einmal das Pessach-Fest feiern. Er bricht das Brot und segnet den Wein, erzählt seinen Anhängern, dass dies ihr letztes gemeinsames Abendmahl sein werde, bevor er hingerichtet wird. Die Apostel können nicht glauben, was sie da hören, und scheinen überhaupt den Ernst der Sache nicht zu begreifen. „Immer schon wollt’ ich Apostel werden“, singen sie und erzählen einander davon, dass sie einmal die Evangelien schreiben werden. Sie sind offensichtlich nur auf Ruhm aus, den die Freundschaft mit Jesus mit sich bringt. Vor dieser Kulisse der einfältigen Jünger liefern sich Jesus und Judas ein heftiges Wortgefecht, in dem Jesus vorhersagt, dass Judas ihn noch am gleichen Abend verraten werde. Judas seinerseits entgegnet, dass dies doch schließlich Jesu Wille sei. Dann verschwindet er, um die Hohepriester und ihre Wächter zu holen.
Jesus ist allein im Garten Getsemani und betet zu Gott. Keiner der Jünger wacht mit ihm, obwohl er Petrus, Johannes und Jakobus zweimal darum bittet. In der Arie „I only want to say / if there is a way / take this cup away from me“ wendet sich Jesus an Gott und bittet ihn, den „bitteren Kelch“ des Todes am Kreuz an ihm vorübergehen zu lassen. Er äußert seine Zweifel daran, ob sein Opfer überhaupt die Erlösung der Menschen bewirken kann oder ob er umsonst sein Leben hingibt, und bittet Gott um ein Zeichen. Am Ende überwindet er die Zweifel und fügt sich dem göttlichen Befehl: „God thy will is hard / but you hold every card“.
Judas betritt mit den Wachen der Hohepriester den Garten und gibt Jesus einen Bruderkuss als Erkennungszeichen. „Judas, verrätst du mich mit einem Kuss?“, fragt Jesus ihn und Judas beginnt zu weinen. Doch Jesus hat ihm bereits vergeben, weiß er doch, dass alles so kommen muss. Die Apostel wachen auf und wollen gegen die Wachleute kämpfen, doch Jesus hält sie davon ab. Er lässt sich ohne Widerstand verhaften, und die Menge fragt ihn im Stil von Reportern: „Tell me Christ how you feel tonight / Do you plan to put up a fight?“ Während Jesus von den Hohepriestern verhört wird, verleugnet Petrus am Feuer gegenüber Leuten, die ihn erkennen, dreimal, dass er Jesus gekannt habe.
Am Karfreitag wird Jesus von Pontius Pilatus auf zynische Art verhört, doch als er auf keine der ihm gestellten Fragen antwortet und da er aus Galiläa stammt, schickt Pilatus ihn zu König Herodes. Dieser tritt wie ein Showmaster auf und fordert den „Superstar“ auf, ein Wunder zu tun, um zu beweisen, dass er tatsächlich Gottes Sohn ist. Die Arie und Selbstinszenierung des Herodes („So you are the Christ, you’re the great Jesus Christ / Prove to me that you‘re divine – change my water into wine“) ist wie eine Revue angelegt. Am Ende ist er wütend auf Jesus, weil dieser nur schweigt, und schickt ihn zurück zu Pilatus.
Judas wird die Folge seiner furchtbaren Tat bewusst. In seiner Verzweiflung wendet er sich zunächst an die Hohenpriester und fragt dann Gott, wieso ausgerechnet er das Werkzeug habe sein müssen, das Jesus verrät. Er erhängt sich in dem Glauben, dass er missbraucht wurde („My God I am sick I’ve been used / And you knew all the time“) und dass Jesus ihn nie wieder werde lieben können.
Pilatus beginnt im zweiten Verhör ein Duett mit Jesus. Jesus sagt: „I look for truth and find that I get damned“ (Joh 18,37 ), und Pilatus stellt ihm die Frage: „Was ist Wahrheit?“. Anders als in Joh 18,38  setzt er seinen Gedankengang fort: „But what is truth? Is truth unchanging law? / We both have truths – are mine the same as yours?“ Er will Jesus retten, den er für unschuldig hält, und versucht, die aufgebrachte Menge zu beruhigen, indem er Jesus auspeitschen lässt. Doch die Menge fordert weiter Jesu Tod am Kreuz und erinnert Pilatus an seine Pflicht gegenüber dem Kaiser in Rom, für Ruhe zu sorgen. Pilatus fragt Jesus: „Where are you from Jesus? What do you want Jesus? Tell me“ (Joh 19,9 ), doch dieser sagt nur, Pilatus habe gar nichts in der Hand, alles sei vorgegeben. Pilatus gibt seinen Kampf um Jesus auf und überlässt ihn den Henkern („Don’t let me stop your great self-destruction“). Man setzt Jesus die Dornenkrone auf und lädt ihm ein schweres Holzkreuz auf, das er selbst zur Hinrichtungsstätte Golgota tragen soll.
Auf dem Weg dorthin ertönt die Stimme des toten Judas und stellt in einem farbig-schrägen Popsong Fragen aus der Zukunft, aus dem Jahr 1970, an Jesus: Warum er so eine zurückliegende Zeit und so ein abgelegenes Land für seine Mission ausgesucht habe, wie er zu Buddha und Mohammed stehe, ob sein Tod wirklich so geplant gewesen sei.
Die Rockoper endet damit, dass Jesus mit Händen und Füßen am Holzkreuz angenagelt wird. Seine letzten Worte (Lukas 23,34 ; Joh 19,28.30 ; Lukas 23,46 ) folgen: „Vater, vergib ihnen, denn sie wissen nicht, was sie tun“, sagt er, bevor das Kreuz aufgerichtet wird, und erntet dafür Spott von den Zuschauern. Am Kreuz hängend fragt Jesus nach seiner Mutter und schließlich kehrt sein Vertrauen in seinen himmlischen Vater zurück: „Vater, meinen Geist befehle ich in deine Hände.“ Jesus stirbt. Die Schlussmusik begleitet die Szene von Jesu Grablegung nach Joh 19,41 .

## Kommerzieller Erfolg
Die Uraufführungen stießen auf Proteste christlich-konservativer Gruppen, die vor allem monierten, dass Judas als sympathische Figur dargestellt werde. Dennoch wurde die Rockoper ein großer Erfolg und brachte es in der Originalinszenierung auf 720 Aufführungen. Sie war lediglich in Südafrika verboten und wurde sogar im Radio Vatikan gespielt. 1970 kam eine erste Version auf Schallplatte heraus (bereits vor der Uraufführung auf der Bühne), mit dem Deep-Purple-Sänger Ian Gillan als Jesus, Murray Head als Judas und Yvonne Elliman als Maria Magdalena. 1973 wurde der Stoff von Norman Jewison verfilmt (Jesus Christ Superstar). In Deutschland wurde das Musical am 18. Februar 1972 in der Halle Münsterland in Münster in deutscher Sprache mit Reiner Schöne in der Hauptrolle uraufgeführt. Am 30. März 1972 hatte es in Berlin Premiere. Im Jahr 2000 wurde eine aktuelle englische Bühnenversion für eine DVD- bzw. Videoversion erneut aufgenommen. In den Hauptrollen sind Glenn Carter als Jesus und Jérôme Pradon als Judas sowie Rik Mayall als König Herodes und Tony Vincent als Simon zu sehen.
Da es von dieser Rockoper drei Fassungen gibt (mit großem Orchester, mit reduzierter Orchesterbesetzung und nur mit Rockband), kann das Stück sowohl in großen wie auch in kleinen Theatern aufgeführt werden; in Deutschland kamen teilweise jährlich mehrere Produktionen heraus. 2010 brachte die kanadische Electroclash-Sängerin Peaches die Rockoper Jesus Christ Superstar als One-Woman-Show unter dem Titel Peaches Christ Superstar im Berliner Theater Hebbel am Ufer auf die Bühne. Sie spielte und sang alle Rollen selbst und wurde lediglich von Chilly Gonzales am Klavier begleitet.
Eine deutsche Produktion war 2014/15 am Theater Dortmund unter der Regie von Gil Mehmert mit Alexander Klaws als Jesus zu sehen. Die Premiere war so erfolgreich, dass danach alle 17 Vorstellungen und auch die vier Zusatzvorstellungen innerhalb von drei Tagen ausverkauft waren und die Inszenierung mit dem „Opernfreund-Stern“ ausgezeichnet wurde. Bei den Wahlen des Online-Musicalmagazins Musical 1 wurde die Produktion bei 100.000 abgegebenen Stimmen zum besten Musical (Short Term) gewählt und Klaws für seine Darstellung als Jesus zum besten Musicaldarsteller. Bei den Broadway World Awards – Germany – gewann Gil Mehmert Platz zwei in der Kategorie „Beste Regie“, Klaws wurde als bester Schauspieler in einem Musical ausgezeichnet. Auch 2015 erreichte die Produktion bei den Musicalwahlen Platz 1 in der Kategorie „Short Run“, und Klaws wurde erneut zum besten Musicaldarsteller gewählt.
Die Komische Oper in Berlin plant im Herbst 2025 eine Inszenierung auf dem Gelände des ehemaligen Flughafens Berlin Tempelhof. An der Aufführung sollen 500 Personen mitwirken. In dieser Größenordnung wurde das Stück vermutlich weltweit bisher noch nie aufgeführt.

## Titelliste
Die erste deutsche Übersetzung stammte aus der Feder von Anja Hauptmann und wurde 1972 anlässlich der deutschsprachigen Erstaufführung erstellt, die Neuübersetzung von 2023 wurde von Timothy Roller verfasst.

### 1. Akt
|    | Englischer Originaltitel       | Deutscher Titel (1972)        | Deutscher Titel (2023)                  | Rollen                               |
| -- | ------------------------------ | ----------------------------- | --------------------------------------- | ------------------------------------ |
| 1  | Overture                       | Ouvertüre                     | Ouvertüre                               | Orchester                            |
| 2  | Heaven on Their Minds          | Weil sie ach so heilig sind   | Blind vom Himmelslicht                  | Judas                                |
| 3  | What’s the Buzz?               | Was ist los?                  | Was geht ab?                            | Apostel, Jesus, Maria                |
| 4  | Strange Thing, Mystifying      | Für mich bleibt’s ein Rätsel  | Ich finde Eins nur seltsam, irreführend | Judas, Jesus, Apostel                |
| 5  | Then We Are Decided1           |                               |                                         | Kaiaphas, Annas                      |
| 6  | Everything’s Alright           | Alles wird gut sein           | Alles ist in Ordnung                    | Maria, Frauen, Judas, Jesus, Apostel |
| 7  | This Jesus Must Die            | Der Jesus muss weg            | Bringt Jesus ins Grab                   | Annas, Kaiaphas, Volk, Priester      |
| 8  | Hosanna                        | Hosanna                       | Hosanna                                 | Volk, Kaiaphas, Jesus                |
| 9  | Simon Zealotes                 | Simon Zelotes                 | Simon der Zelot                         | Volk, Simon                          |
| 10 | Poor Jerusalem                 | Armes Jerusalem               | Mein Jerusalem                          | Jesus                                |
| 11 | Pilate’s Dream                 | Pilatus’ Traum                | Pilatus’ Traum                          | Pilatus                              |
| 12 | The Temple                     | Der Tempel                    | Der Tempel                              | Chor, Jesus                          |
| 13 | Everything’s Alright (Reprise) | Alles wird gut sein (Reprise) | Alles ist in Ordnung (Reprise)          | Maria, Jesus                         |
| 14 | I Don’t Know How to Love Him   | Wie soll ich ihn nur lieben   | Wie kann ich ihn nur lieben?            | Maria                                |
| 15 | Damned for All Time            | Verdammt für alle Zeit        | Ewig schuldig                           | Judas                                |
| 16 | Blood Money                    | Blutgeld                      | Blutgeld                                | Annas, Kaiaphas, Judas, Chor         |

1 Das Lied „Then We Are Decided“ war Teil der Verfilmung von 1973, gehört aber grundsätzlich nicht zur Bühneninszenierung.

### 2. Akt
|    | Englischer Originaltitel        | Deutscher Titel (1972)              | Deutscher Titel (2023)         | Rollen                                              |
| -- | ------------------------------- | ----------------------------------- | ------------------------------ | --------------------------------------------------- |
| 1  | The Last Supper                 | Das letzte Abendmahl                | Das letzte Abendmahl           | Apostel, Jesus, Judas                               |
| 2  | Gethsemane (I Only Want To Say) | Gethsemane                          | Gethsemane                     | Jesus                                               |
| 3  | The Arrest                      | Die Verhaftung                      | Die Verhaftung                 | Judas, Jesus, Chor, Annas, Kaiaphas                 |
| 4  | Peter’s Denial                  | Petrus verleugnet Jesus             | Petrus’ Verleugnung            | Mädchen am Feuer, Petrus, Soldat, Alter Mann, Maria |
| 5  | Pilate and Christ               | Pilatus und Christus                | Pilatus und Christus           | Pilatus, Soldat, Jesus                              |
| 6  | Hosanna (Reprise)               | Hosanna (Reprise)                   | Hosanna (Reprise)              | Chor                                                |
| 7  | Herod’s Song (Try It And See)   | Herodes’ Song                       | Herodes’ Lied                  | Herodes                                             |
| 8  | Could We Start Again, Please²   | Lass uns neu beginnen               | Wär's doch wie am Anfang!      | Maria, Apostel, Petrus                              |
| 9  | Judas’ Death                    | Tod des Judas                       | Judas’ Tod                     | Judas, Annas, Kaiaphas, Chor                        |
| 10 | Trial Before Pilate / 39 Lashes | Pilatus’ Verhör / 39 Peitschenhiebe | Prozess vor Pilatus / 39 Hiebe | Pilatus, Kaiaphas, Annas, Jesus, Chor               |
| 11 | Superstar                       | Superstar                           | Superstar                      | Judas, Chor                                         |
| 12 | Crucifixion                     | Kreuzigung                          | Kreuzigung                     | Jesus                                               |
| 13 | John Nineteen: Forty-One        | Johannes 19,41                      | Johannes 19,41                 | Orchester                                           |

² Dieses Lied war auf der ersten Schallplattenveröffentlichung 1970 (Doppel-LP) nicht enthalten.

## Trivia
In Belarus wurde das Musical 2012 verboten, mit der Begründung, viele orthodoxe Gläubige hätten sich über das Stück beschwert. In einem offenen Brief wurde kritisiert, dass das Musical den Verräter Judas als sympathische Figur präsentiere.
Die Melodie des Stückes „The Last Supper“ wurde, mit einem anderen Text versehen, auch als Kirchenlied unter dem Titel „Nimm, o Gott, die Gaben, die wir bringen“ im deutschsprachigen Raum bekannt. Im Jahre 2013 wurde es unter der Nummer 188 in das neue Gotteslob aufgenommen. Bereits im alten Gotteslob von 1975 war es in einigen Diözesananhängen enthalten.